# Hälltjärnen (Floda socken, Dalarna)
Hälltjärnen är en sjö i Gagnefs kommun i Dalarna och ingår i Dalälvens huvudavrinningsområde.